# اتفاقية السبعة عشر نقطة للتحرير السلمي للتبت

تسليم الاتفاقية إلىّ الرئيس الصيني ماو تسي تونغ

اتفاقية السبعة عشر نقطة (بالصينية: 中央 人民政府 和 西藏 地方政府 关于 和平 解放 西藏 办法 的 协议) (بالتبتية: བོད་ ཞི་ བས་ བཅིངས་ འགྲོལ་ འབྱུང་ ཐབས་ སྐོར་ གྱི་ གྲོས་ མཐུན་ དོན་ ཚན་ བཅུ་བདུན་)، هي اتفاقية رسمية وقعتها بين جمهورية الصين الشعبية وبين حكومة التبت المحلية، وهي الوثيقة التي وقعها دلاي لاما مع الحكومة الصينية سنة 1951، بهدف ضم التبت للسيادة الصينية، تم تشكيل الإدارة الحكومية بالتبت سنة 1960.

## نص الاتفاق

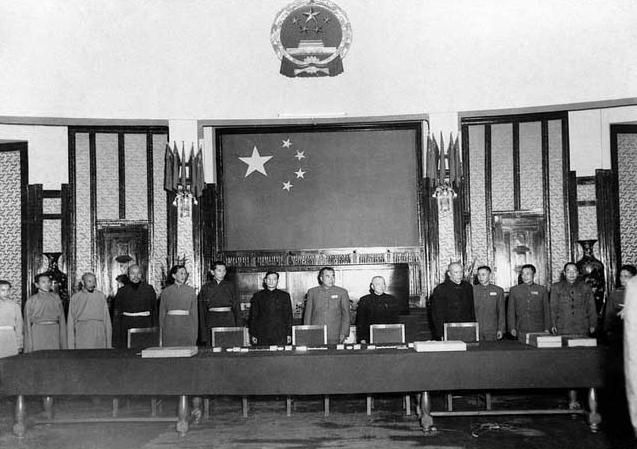
أعضاء لجنة التوقيع من الحكومة الصينية وحكومة التبت

1. يتحد شعب التبت ويطرد القوات العدوانية الإمبريالية من التبت. يجب أن يعود شعب التبت إلى أسرة الوطن الأم جمهورية الصين الشعبية.
2. سوف تساعد الحكومة المحلية في التبت بنشاط جيش التحرير الشعبي لدخول التبت وتعزيز الدفاعات الوطنية.
3. وفقا للسياسة تجاه الجنسيات المنصوص عليها في البرنامج المشترك للمؤتمر الاستشاري السياسي للشعب الصيني، يحق لشعب التبت ممارسة الحكم الذاتي الإقليمي الوطني تحت القيادة الموحدة للحكومة الشعبية المركزية لجمهورية الصين الشعبية.
4. لن تغير السلطات المركزية النظام السياسي القائم في التبت. كما أن السلطات المركزية لن تغير الوضع والمهام والسلطات المعمول بها للدالاي لاما. يشغل المسؤولون من مختلف الرتب المنصب كالمعتاد.
5. يجب الحفاظ على الوضع والوظائف والسلطات الراسخة للبانتشن نغويرثتني.
6. قبل إنشاء المركز، مهام وصلاحيات الدالاي لاما والبانتشن نغويرثتني، يراد وضع ومهام وصلاحيات الثالث عشر الدالاي لاما والتاسع البانتشن نغويرثتني عندما كان علاقات ودية مع بعضها البعض.
7. يتم تنفيذ سياسة حرية العقيدة الدينية المنصوص عليها في البرنامج المشترك للمؤتمر الاستشاري السياسي للشعب الصيني. يجب احترام المعتقدات والعادات والعادات الدينية لقومية التبت وحماية أديرة اللاما. لن تؤثر السلطات المركزية على تغيير دخل الأديرة.
8. يجب إعادة تنظيم القوات التبتية خطوة بخطوة في جيش التحرير الشعبي وتصبح جزءًا من قوة الدفاع في جمهورية الصين الشعبية.
9. يتم تطوير اللغة المنطوقة والمكتوبة والتعليم المدرسي للقومية التبتية خطوة بخطوة وفقًا للظروف الفعلية في التبت.
10. سيتم تطوير الزراعة التبتية وتربية الماشية والصناعة والتجارة خطوة بخطوة، كما سيتم تحسين معيشة الشعب خطوة بخطوة وفقًا للظروف الفعلية في التبت.
11. في المسائل المتعلقة بالإصلاحات المختلفة في التبت، لن يكون هناك إكراه من جانب السلطات المركزية. ستقوم الحكومة المحلية للتبت بإصلاحات من تلقاء نفسها، وعندما يطالب الشعب بالإصلاح، تتم تسويتها عن طريق التشاور مع كبار قادة التبت.
12. بقدر ما كان المسؤولون السابقون المؤيدون للإمبريالية والمسؤولين الموالين لحزب الكومينتانغ، يجب عليهم قطع العلاقات مع الإمبريالية وحزب الكومينتانغ بشكل حازم، ولا يتورطون في أعمال تخريب أو تمرد، فقد يستمرون في تولي مناصبهم بغض النظر عن ماضيهم.
13. يجب أن يلتزم جيش التحرير الشعبي الذي يدخل التبت بجميع السياسات المذكورة أعلاه، كما يجب أن يكون عادلاً في جميع عمليات البيع والشراء، ولن يأخذ بشكل تعسفي إبرة أو خيطًا من الشعب.
14. ستتمتع الحكومة الشعبية المركزية بمعالجة المشكلة لجميع الشؤون الخارجية لمنطقة التبت؛ وسوف يكون هناك تعايش سلمي مع دول الجوار وإقامة وتطوير علاقات تجارية عادلة معها على أساس المساواة والمنفعة المتبادلة والاحترام المتبادل للأرض والسيادة.
15. من أجل ضمان تنفيذ هذا الاتفاق، يجب أن تشكل مجموعة الحماية المدنية لجنة عسكرية وإدارية ومقر قيادة منطقة عسكرية في التبت، وبصرف النظر عن الأفراد الذين أرسلتهم مجموعة حماية المدنيين، سوف تستوعب أكبر عدد ممكن من أفراد التبت المحليين شارك في العمل. قد يشمل أفراد التبت المحليون المشاركون في اللجنة العسكرية والإدارية عناصر وطنية من الحكومة المحلية في التبت، ومقاطعات مختلفة ومختلف الأديرة الرئيسية؛ يجب وضع قائمة الأسماء بعد التشاور بين الممثلين المعينين من قبل الحكومة الشعبية المركزية والأطراف المختلفة المعنية ويجب تقديمها إلى الحكومة الشعبية المركزية للتعيين.
16. ستوفر الحكومة الشعبية المركزية الأموال التي تحتاجها اللجنة العسكرية والإدارية والمقر العسكري للمنطقة العسكرية وجيش التحرير الشعبي الذي يدخل التبت. يتعين على حكومة التبت المحلية مساعدة جيش التحرير الشعبى الصينى في شراء ونقل الأغذية والأعلاف والضروريات اليومية الأخرى.
17. تدخل هذه الاتفاقية حيز التنفيذ فور التوقيع عليها، وتوضع عليها الأختام.[4]

## المفاوضات
اعترض الوفد التبتي في البداية على إشارة النقطة رقم 1 إلى «القوى العدوانية الإمبريالية من التبت»، لكنه اعترف لاحقًا بأنه قد تكون هناك مثل هذه القوى العاملة التي لم يكونوا على علم بها. تم الاستعلام عن النقطتين رقم 2 ورقم 3 عن معنى «الحكم المحلي»، على الرغم من عدم مناقشة معنى «الحكم الذاتي الإقليمي الإقليمي»، حيث افترض الوفد التبتي أن الأمور ستستمر كما كان من قبل. حاول وفد نجابوي إلغاء ضمانات السلطة للبانتشن لاما في النقطتين 5 و 6، لكن الوفد الصيني رد بأنه يجب معاملة البانتشن لاما والدالاي لاما بنفس الطريقة؛ إما أن يكون لكل منهما قوتهما مضمونة، أو لا. اعترف التبتيون بهذه النقطة. الخلافات الأساسية حول النقطة رقم 8، نتج عنه وعد بإعادة التفاوض حول المشكلة لاحقًا. كانت النقطة الأكثر إثارة للجدل رقم 15، فيما يتعلق بإنشاء لجنة عسكرية وإدارية، حيث شعر الوفد التبتي أنه يتعارض مع النقطة رقم 11 حول قيام حكومة التبت المحلية بإجراء الإصلاحات بمفردها. تم قبول معظم النقاط الأخرى دون تعليق، أو مع تعديلات طفيفة للترجمة. من أجل تجنب الإحراج للوفد الصيني، فإن التسهيلات للوفد التبتي حول قضايا مثل الحفاظ على الجيش التبتي يجب أن تُبرم لاحقًا في اتفاقات سرية منفصلة.

## توقيع الاتفاقية
وقع الاتفاقية نجابوي نجوانج جيغمي، الذي دعا إلى قبول التبت للصين، وأغلق في بكين في 23 مايو 1951 وأكدته الحكومة في التبت بعد بضعة أشهر. بالإضافة إلى ذلك، فإن الرسالة التالية التي يُزعم أنها كتبها الدالاي لاما تشير إلى قبوله تم إرسالها أيضًا إلى بكين في شكل برقية في 24 أكتوبر:
«إن حكومة التبت المحلية وكذلك الشعب الكنسي والعلماني يؤيدون بالإجماع هذا الاتفاق، وتحت قيادة الرئيس ماو والحكومة الشعبية المركزية، ستدعم بنشاط جيش التحرير الشعبي في التبت لتعزيز الدفاع الوطني، وطرد التأثيرات الإمبريالية من التبت والحفاظ على توحيد الأراضي وسيادة الوطن الام».